# Dryopteris ingens
Dryopteris ingens là một loài thực vật có mạch trong họ Dryopteridaceae. Loài này được (Atk. ex C.B. Clarke) Ching miêu tả khoa học đầu tiên năm 1931.